# Meshchiora (región)

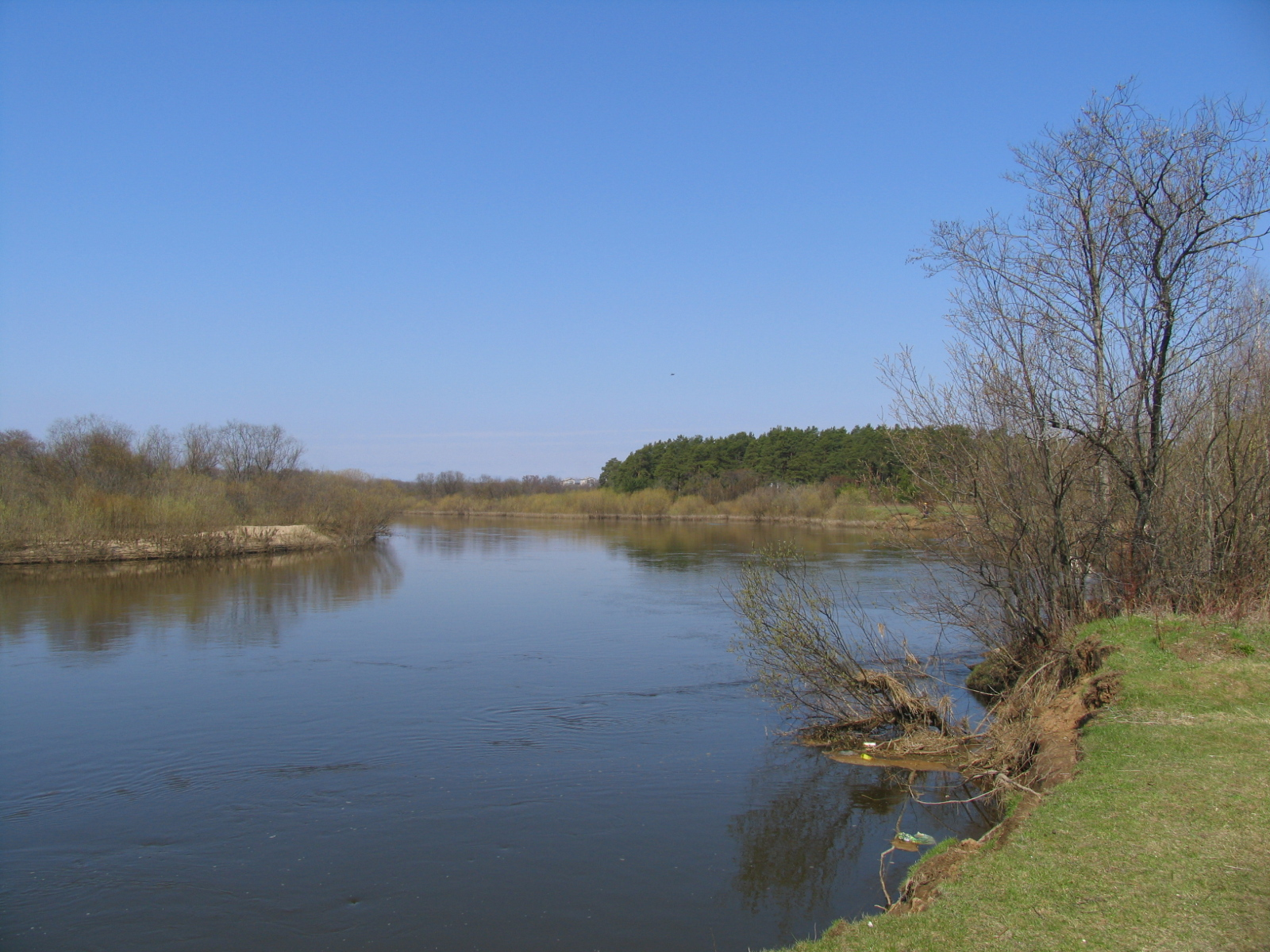
El río Kliazma, en el extremo septentrional de Meshchiora.

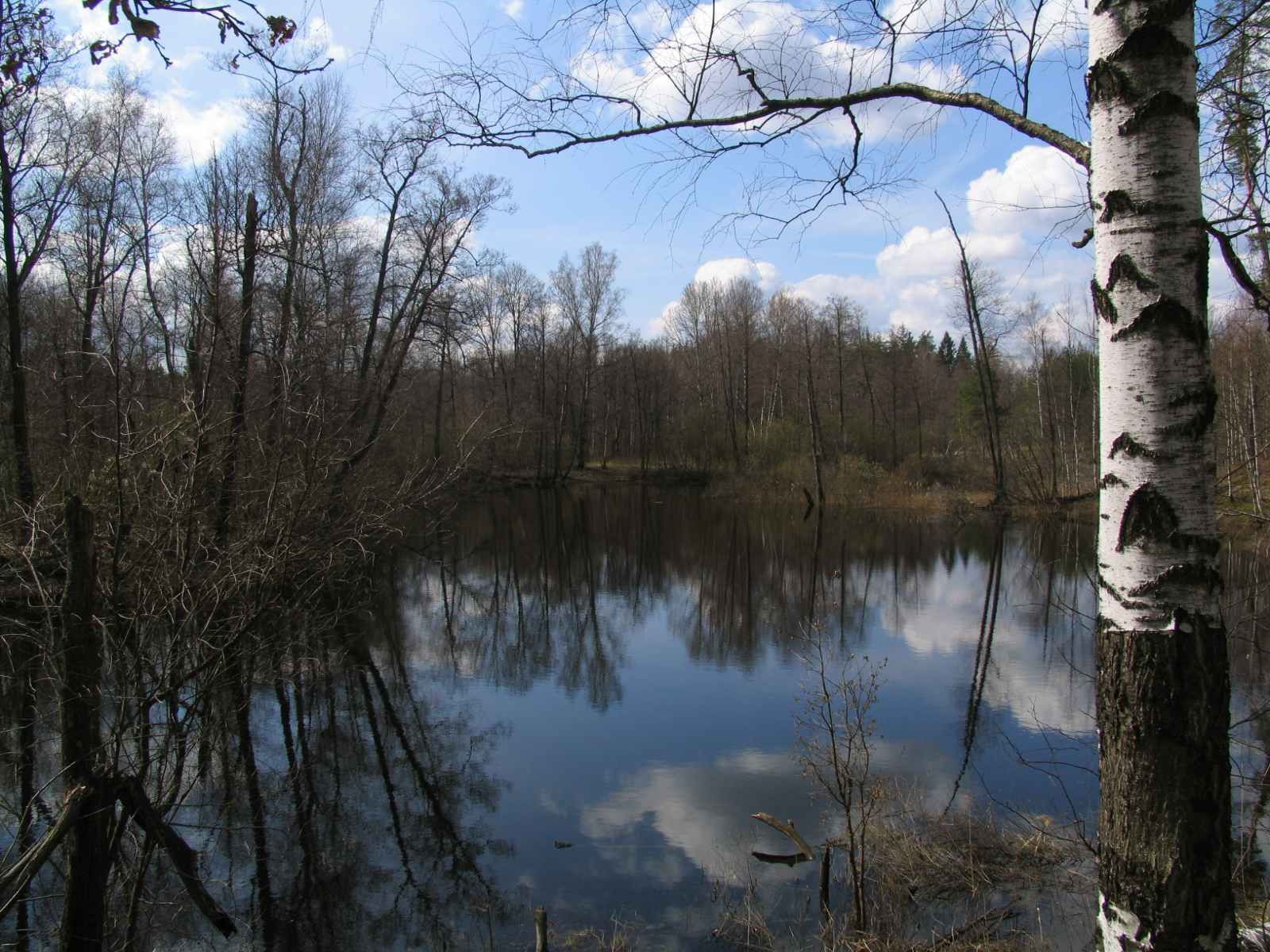
Pantanos en la Meshchiora del óblast de Vladímir.

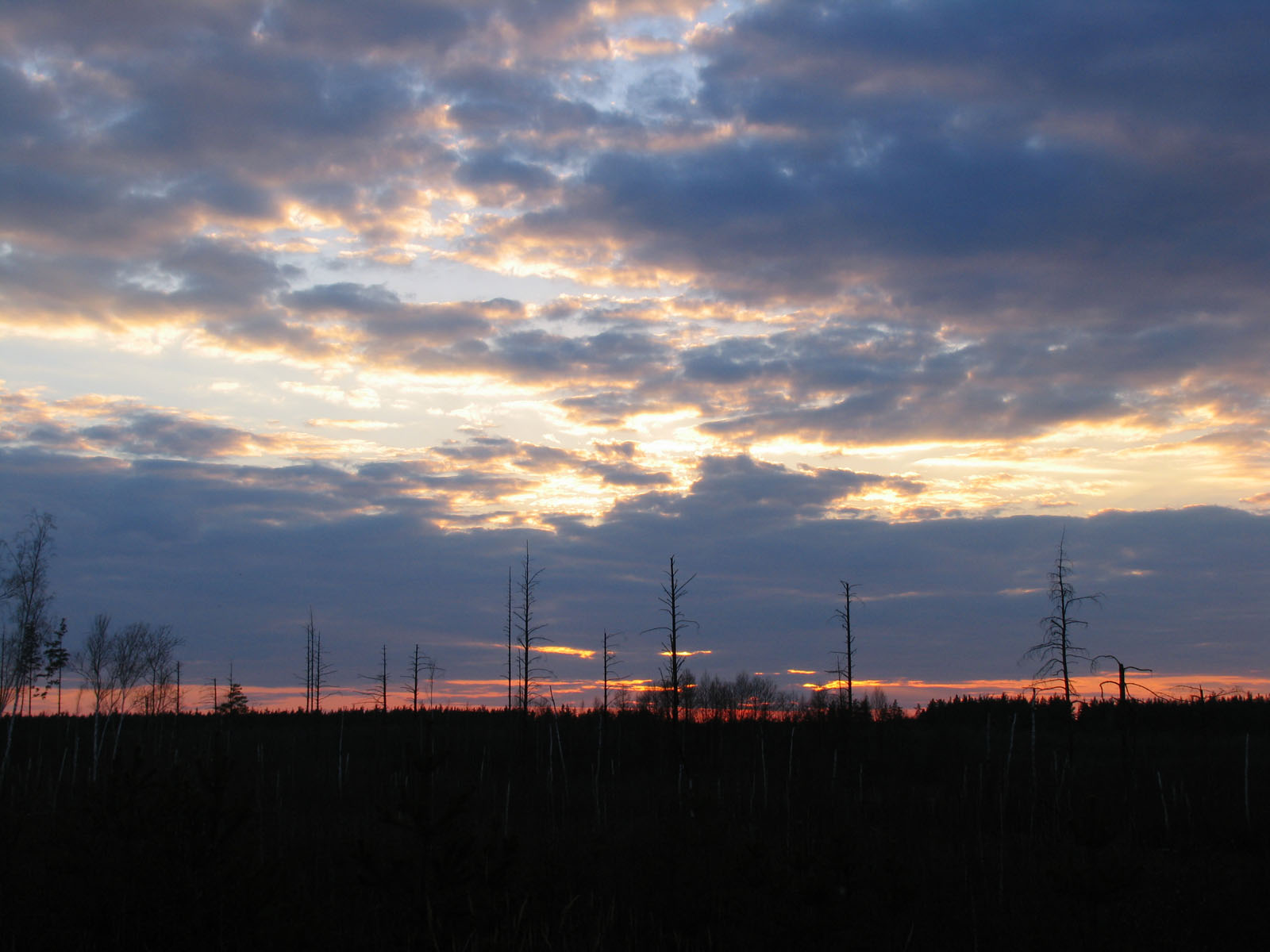
Bosque mixto de coníferas y angiosperma.

La región de Meshchiora (del ruso: Мещёрская низменность) es una vasta (ca. 25.000 km²) región de llanos, extendida en el área central de la Rusia europea. El nombre deriva del de la tribu ugrofinesa de los meshchiora, que habitaban la zona en el siglo precedente a la llegada de los pueblos eslavos. La Meshchiora está comprendida en el territorio de los óblasts de Moscú, de Vladímir y Riazán, hablándose así de la Meshchiora de Moscú, la Meshchiora de Vladímir, la Meschiora de Riazán.

## Geografía
La región en sí tiene una forma en general rectangular, delimitada al sur y al este por el curso del río Oká, al norte por el Kliazma y al oeste por el Súdogda  y el Kolp, siendo atravesada por los ríos Pra y Gus.
Se trata de una región relativamente deprimida, incluso en el panorama de la Llanura europea oriental, dado que las cotas de la región oscilan entre los 80 y los 130 m sobre el nivel del mar, por lo que el difícil drenaje del agua superficial favorece el desarrollo de extensas zonas pantanosas.

## Clima y vegetación

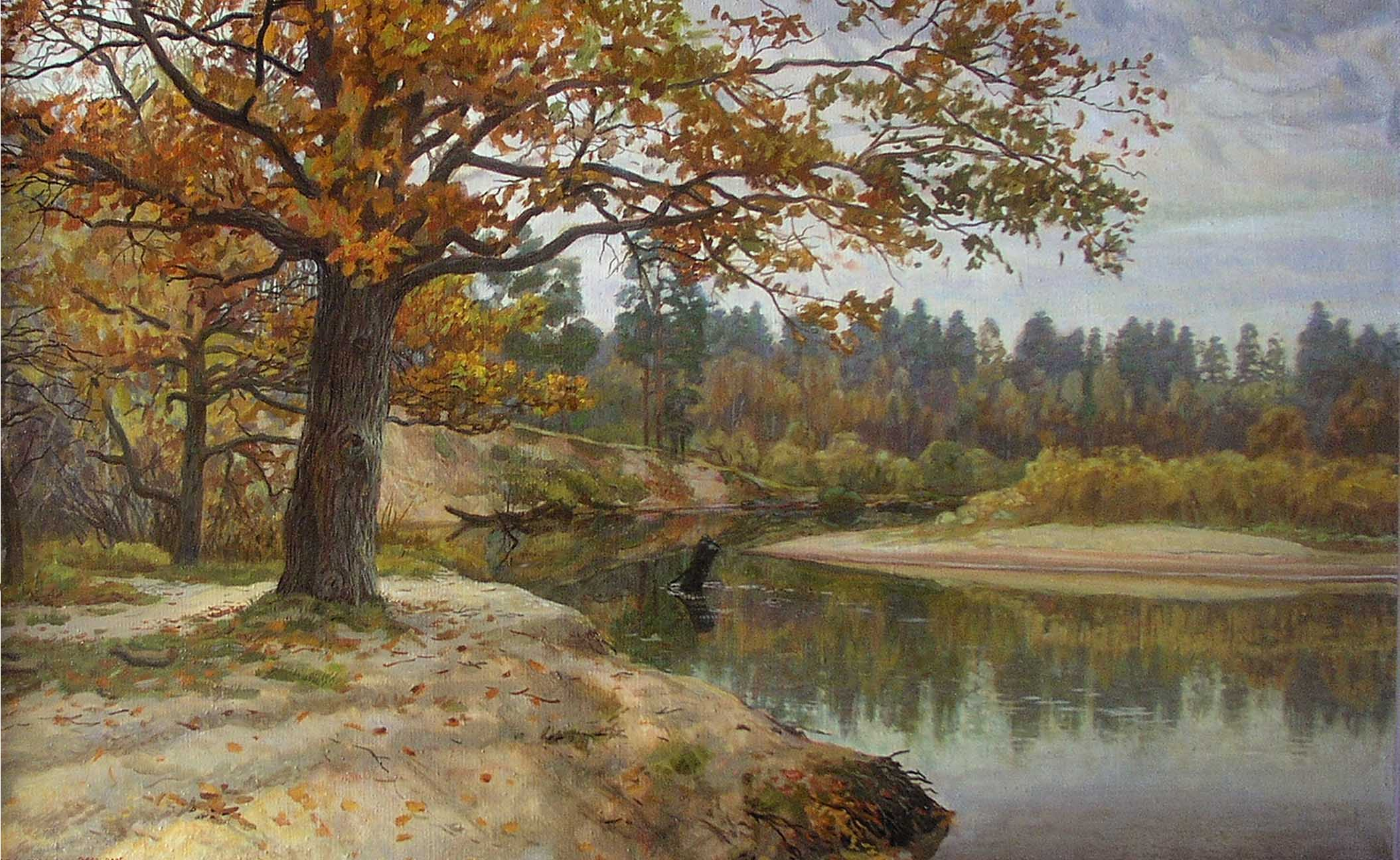
Maximilián Presniakov, La Meshchiora en otoño, óleo sobre lienzo, 2003-2005.

El clima de la región de Meshchiora es análogo al de la Rusia europea centro-occidental, con estaciones estivales breves, tibias y lluviosas, en las que con frecuencia entras masas de aire húmedo de origen atlántico, e inviernos fríos y largos, caracterizados por la alternancia de condiciones anticiclónicas siberianas (portadoras de un intenso frío seco), con irrupción de aire atlántico del oeste. De estas características, resulta un clima sobre todo continental, pero sin los excesos que caracterizan las zonas situadas más al este.
En general, el mes más frío del año, por media enero, ve temperaturas que descienden alrededor de los 8-9 °C bajo cero, mientras que julio, normalmente el mes más cálido, tiene medias en torno a los 18-19 °C Las precipitaciones, a pesar de ser bastante escasas, se hacen presentes en su mayor parte en la estación de las crecidas.
Estas características climáticas hacen de la Meshchiora una zona bastante peculiar desde el puno de vista de la flora, dato que se encuentra aproximadamente en la línea fronteriza entre el bioma de los bosques boreales de coníferas (la taiga) y el bioma del bosque templado de frondosas. En su extremo oriental, por otro lado, el manto forestal se degrada, introduciendo las zonas esteparias que circundan el curso inferior del río Oká.